# Aprilia (település)
Aprilia egy község (comune) Olaszország Lazio régiójában, Latina megyében.

## Fekvése
A Colli Albani lábainál elterülő síkságon fekszik, Rómától 40 km-re, a Tirrén-tenger partjától 16 km-re.

## Története
A települést 1936. április 25-én alapították, erre utal neve is Aprilia. Hivatalos megnyitására 1937. október 29-én került sor Benito Mussolini jelenlétében. Területén találhatók az egykori volsc város, Longula romjai.

## Demográfia
A népesség számának alakulása:

## Fő látnivalók
- Michelangelo bronzszobra – a város főterén áll, 1936-ban alkotta meg Venanzo Crocetti
- Monumento ai Caduti (Elesetettek emlékműve) – a második világháborúban elesett katonák emlékére emelték 1960-ban
- Evoluzione (Evolúció) – Umberto Matroianni szobra, melyet 1998-ban avattak fel
- San Michele Arcangelo e Santa Maria Goretti templom – 1952-ben épült
- Santo Spirito templom – 1996-ban épült
- Menotti Garibaldi síremléke

## Testvérvárosok
- Mostardas, Brazília (1996)
- Buja, Olaszország (1997)
- Montorio al Vomano, Olaszország (2000)
- Sciacca, Olaszország (2003)
- Ben Arúsz, Tunézia (2003)
- Tulcsa, Románia (2003)
- Cingoli, Olaszország (2004)